# Меріра
Меріра (XIV ст. до н. е.) — давньоєгипетський державний діяч, 2-й верховний жрець Атона у 1347—1335 роках до н. е.

## Життєпис
Про походження зі знатного роду з Нижнього Єгипту. Про його батьків нічого невідомо. Став одним з наближених прихильників фараона Аменхотепа IV, який розпочав релігійну реформу з встановлення культу Атона. Був одружений з Тінро, великою улюбленицею Володарки Двох земель (на кшталт фрейліни фараона).
У 1347 році до н. е. Аменхотеп IV, що став Ехнатоном передав владу верховного жерця Атона в Ахетатоні Меріра. В подальшому Меріра обіймав посади хаті-а, на кшталт місцевого князя (вище за статусом носія печатки фараона), а згодом носія віяла праворуч фараона (одна з найвищих державних посад, а під час війни — генерала). Наступником Меріре став інший давній сановник часів Ехнатона — Панехесі.
Поховано в гробниці 4 в Амарні (в некрополі Гробниць знаті).